# Добуток Кронекера
Добуток Кронекера — бінарна операція над матрицями довільного розміру, позначається {\displaystyle \otimes }. Результатом є блочна матриця.
Добуток Кронекера не слід путати зі звичайним множенням матриць. Операція названа на честь німецького математика Леопольда Кронекера.

## Визначення
Якщо A — матриця розміру m×n, B — матриця розміру p×q, тоді добутком Кронекера є блочна матриця розміру mp×nq
{\displaystyle A\otimes B={\begin{bmatrix}a_{11}B&\cdots &a_{1n}B\\\vdots &\ddots &\vdots \\a_{m1}B&\cdots &a_{mn}B\end{bmatrix}}.}

## Білінійність, асоціативність та некомутативність
- Добуток Кронекера є частковим випадком тензорного добутку, отже він є білінійним та асоціативним:

{\displaystyle A\otimes (B+C)=A\otimes B+A\otimes C,}
{\displaystyle (A+B)\otimes C=A\otimes C+B\otimes C,}
{\displaystyle (kA)\otimes B=A\otimes (kB)=k(A\otimes B),}
{\displaystyle (A\otimes B)\otimes C=A\otimes (B\otimes C),}
де A, B та C є матрицями, а k — скаляр.
- Добуток Кронекера не є комутативним. Хоча, завжди існують такі матриці перестановки P та Q, що

{\displaystyle A\otimes B=P\,(B\otimes A)\,Q.}
Якщо A та B квадратні матриці, тоді A {\displaystyle \otimes } B та B {\displaystyle \otimes } A є перестановочно подібними, тобто, P = QT.
{\displaystyle A\otimes B=(I\otimes B)(A\otimes I)}, де {\displaystyle I} - одинична матриця.

## Транспонування
Операція транспонування є дистрибутивною відносно добутку Кронекера
{\displaystyle (A\otimes B)^{T}=A^{T}\otimes B^{T}.}

## Мішаний добуток
- Якщо A, B, C та D є матрицями такого розміру, що існують добутки AC та BD, тоді

{\displaystyle (A\otimes B)(C\otimes D)=AC\otimes BD.}
- A {\displaystyle \otimes } B є оборотною тоді і тільки тоді коли A та B є оборотними, і тоді

{\displaystyle (A\otimes B)^{-1}=A^{-1}\otimes B^{-1}.}

## Сума та експонента Кронекера
- Якщо A — матриця розміру n×n, B — матриця розміру m×m і {\displaystyle I_{k}} — одинична матриця розміру k×k тоді ми можемо визначити суму Кронекера {\displaystyle \oplus }, як

{\displaystyle A\oplus B=A\otimes I_{m}+I_{n}\otimes B.}
- Також справедливо

{\displaystyle e^{A\oplus B}=e^{A}\otimes e^{B}.}

## Спектр, слід та визначник
- Якщо A та B квадратні матриці розміру n та q відповідно. Якщо λ1, …, λn — власні значення матриці A та μ1, …, μq власні значення матриці B. Тоді власними значеннями A {\displaystyle \otimes } B є

{\displaystyle \lambda _{i}\mu _{j},\qquad i=1,\ldots ,n,\,j=1,\ldots ,q.}
- Слід та визначник добутку Кронекера рівні

{\displaystyle \operatorname {tr} (A\otimes B)=\operatorname {tr} (A)\,\operatorname {tr} (B),}
{\displaystyle \det(A\otimes B)=(\det A)^{q}(\det B)^{n}.}

## Сингулярний розклад та ранг
- Якщо матриця A має rA ненульових сингулярних значень:

{\displaystyle \sigma _{A,i},\qquad i=1,\ldots ,r_{A}.}
Ненульові сингулярні значення матриці B:
{\displaystyle \sigma _{B,i},\qquad i=1,\ldots ,r_{B}.}
Тоді добуток Кронекера A {\displaystyle \otimes } B має rArB ненульових сингулярних значень
{\displaystyle \sigma _{A,i}\sigma _{B,j},\qquad i=1,\ldots ,r_{A},\,j=1,\ldots ,r_{B}.}
- Ранг матриці рівний кількості ненульових сингулярних значень, отже

{\displaystyle \operatorname {rank} (A\otimes B)=\operatorname {rank} (A)\,\operatorname {rank} (B).}

## Блокові версії добутку Кронекера
У випадку блочних матриць можуть використовуватися операції, які пов'язані з добутком Кронекера однак відрізняються порядком перемноження блоків. Такими операціями є добуток Трейсі – Сінгха (англ. Tracy–Singh product) і добуток  Хатрі-Рао.

### Добуток Трейсі-Сінгха
Вказана операція множення блокових матриць полягає в тому, що кожен блок лівої матриці множиться послідовно на блоки правої матриці. При цьому формується структура нової матриці, яка відрізняється від характерної для добутку Кронекера.
Добуток Трейсі - Сінгха визначається як
{\displaystyle \mathbf {A} \circ \mathbf {B} =\left(\mathbf {A} _{ij}\circ \mathbf {B} \right)_{ij}=\left(\left(\mathbf {A} _{ij}\otimes \mathbf {B} _{kl}\right)_{kl}\right)_{ij}}
Наприклад:
{\displaystyle \mathbf {A} =\left[{\begin{array}{c | c}\mathbf {A} _{11}&\mathbf {A} _{12}\\\hline \mathbf {A} _{21}&\mathbf {A} _{22}\end{array}}\right]=\left[{\begin{array}{c c | c}1&2&3\\4&5&6\\\hline 7&8&9\end{array}}\right],\quad \mathbf {B} =\left[{\begin{array}{c | c}\mathbf {B} _{11}&\mathbf {B} _{12}\\\hline \mathbf {B} _{21}&\mathbf {B} _{22}\end{array}}\right]=\left[{\begin{array}{c | c c}1&4&7\\\hline 2&5&8\\3&6&9\end{array}}\right],}
{\displaystyle {\begin{aligned}\mathbf {A} \circ \mathbf {B} =\left[{\begin{array}{c | c}\mathbf {A} _{11}\circ \mathbf {B} &\mathbf {A} _{12}\circ \mathbf {B} \\\hline \mathbf {A} _{21}\circ \mathbf {B} &\mathbf {A} _{22}\circ \mathbf {B} \end{array}}\right]={}&\left[{\begin{array}{c | c | c | c}\mathbf {A} _{11}\otimes \mathbf {B} _{11}&\mathbf {A} _{11}\otimes \mathbf {B} _{12}&\mathbf {A} _{12}\otimes \mathbf {B} _{11}&\mathbf {A} _{12}\otimes \mathbf {B} _{12}\\\hline \mathbf {A} _{11}\otimes \mathbf {B} _{21}&\mathbf {A} _{11}\otimes \mathbf {B} _{22}&\mathbf {A} _{12}\otimes \mathbf {B} _{21}&\mathbf {A} _{12}\otimes \mathbf {B} _{22}\\\hline \mathbf {A} _{21}\otimes \mathbf {B} _{11}&\mathbf {A} _{21}\otimes \mathbf {B} _{12}&\mathbf {A} _{22}\otimes \mathbf {B} _{11}&\mathbf {A} _{22}\otimes \mathbf {B} _{12}\\\hline \mathbf {A} _{21}\otimes \mathbf {B} _{21}&\mathbf {A} _{21}\otimes \mathbf {B} _{22}&\mathbf {A} _{22}\otimes \mathbf {B} _{21}&\mathbf {A} _{22}\otimes \mathbf {B} _{22}\end{array}}\right]\\={}&\left[{\begin{array}{c c | c c c c | c | c c}1&2&4&7&8&14&3&12&21\\4&5&16&28&20&35&6&24&42\\\hline 2&4&5&8&10&16&6&15&24\\3&6&6&9&12&18&9&18&27\\8&10&20&32&25&40&12&30&48\\12&15&24&36&30&45&18&36&54\\\hline 7&8&28&49&32&56&9&36&63\\\hline 14&16&35&56&40&64&18&45&72\\21&24&42&63&48&72&27&54&81\end{array}}\right].\end{aligned}}}

### Добуток Хатрі-Рао
Даний варіант добутку визначений для матриц з однаковою блоковою структурою. Він передбачає, що операція кронекерівського добутку виконується поблоково, в межах однойменних матричних блоків  за аналогією з поелементним добутком Адамара, тільки при цьому в якості елементів задіяні блоки матриць, а для переноження блоків використовується добуток Кронекера.

### Торцевий добуток
Властивості мішаних добутків:

{\displaystyle \mathbf {A} \otimes (\mathbf {B} \bullet \mathbf {C} )=(\mathbf {A} \otimes \mathbf {B} )\bullet \mathbf {C} }, де  {\displaystyle \bullet } означає торцевий добуток 

{\displaystyle (\mathbf {A} \bullet \mathbf {B} )(\mathbf {C} \otimes \mathbf {D} )=(\mathbf {A} \mathbf {C} )\bullet (\mathbf {B} \mathbf {D} )},

За аналогією:

{\displaystyle (\mathbf {A} \bullet \mathbf {L} )(\mathbf {B} \otimes \mathbf {M} )...(\mathbf {C} \otimes \mathbf {S} )=(\mathbf {A} \mathbf {B} ...\mathbf {C} )\bullet (\mathbf {L} \mathbf {M} ...\mathbf {S} )},
{\displaystyle c^{\textsf {T}}\bullet d^{\textsf {T}}=c^{\textsf {T}}\otimes d^{\textsf {T}}}, де {\displaystyle c} і {\displaystyle d} - вектори,

{\displaystyle (\mathbf {A} \bullet \mathbf {B} )(c\otimes d)=(\mathbf {A} c)\circ (\mathbf {B} d)},

Аналогічно:
{\displaystyle (\mathbf {A} \bullet \mathbf {B} )(\mathbf {M} \mathbf {N} c\otimes \mathbf {Q} \mathbf {P} d)=(\mathbf {A} \mathbf {M} \mathbf {N} c)\circ (\mathbf {B} \mathbf {Q} \mathbf {P} d),}
{\displaystyle {\mathcal {F}}(C^{(1)}x\star C^{(2)}y)=({\mathcal {F}}C^{(1)}\bullet {\mathcal {F}}C^{(2)})(x\otimes y)={\mathcal {F}}C^{(1)}x\circ {\mathcal {F}}C^{(2)}y},
 
де {\displaystyle \star } означає векторну згортку, а {\displaystyle {\mathcal {F}}} є матрицею дискретного перетворення Фур'є,
{\displaystyle (\mathbf {A} \bullet \mathbf {L} )(\mathbf {B} \otimes \mathbf {M} )...(\mathbf {C} \otimes \mathbf {S} )(\mathbf {K} \ast \mathbf {T} )=(\mathbf {A} \mathbf {B} ...\mathbf {C} \mathbf {K} )\circ (\mathbf {L} \mathbf {M} ...\mathbf {S} \mathbf {T} )}, 
де {\displaystyle \ast } означає стовпцевий добуток Хатрі-Рао

Окрім того:

{\displaystyle (\mathbf {A} \bullet \mathbf {L} )(\mathbf {B} \otimes \mathbf {M} )...(\mathbf {C} \otimes \mathbf {S} )(c\otimes d)=(\mathbf {A} \mathbf {B} ...\mathbf {C} c)\circ (\mathbf {L} \mathbf {M} ...\mathbf {S} d)},
{\displaystyle (\mathbf {A} \bullet \mathbf {L} )(\mathbf {B} \otimes \mathbf {M} )...(\mathbf {C} \otimes \mathbf {S} )(\mathbf {P} c\otimes \mathbf {Q} d)=(\mathbf {A} \mathbf {B} ...\mathbf {C} \mathbf {P} c)\circ (\mathbf {L} \mathbf {M} ...\mathbf {S} \mathbf {Q} d)}, де {\displaystyle c} і {\displaystyle d} - вектори.